# Piano solo
Solos são músicas escritas para um único instrumento, como o próprio nome, em italiano, já diz: solo= só, logo, o termo piano solo é  usado com frequência para indicar uma composição musical escrita somente para piano.

### Sobre o instrumento

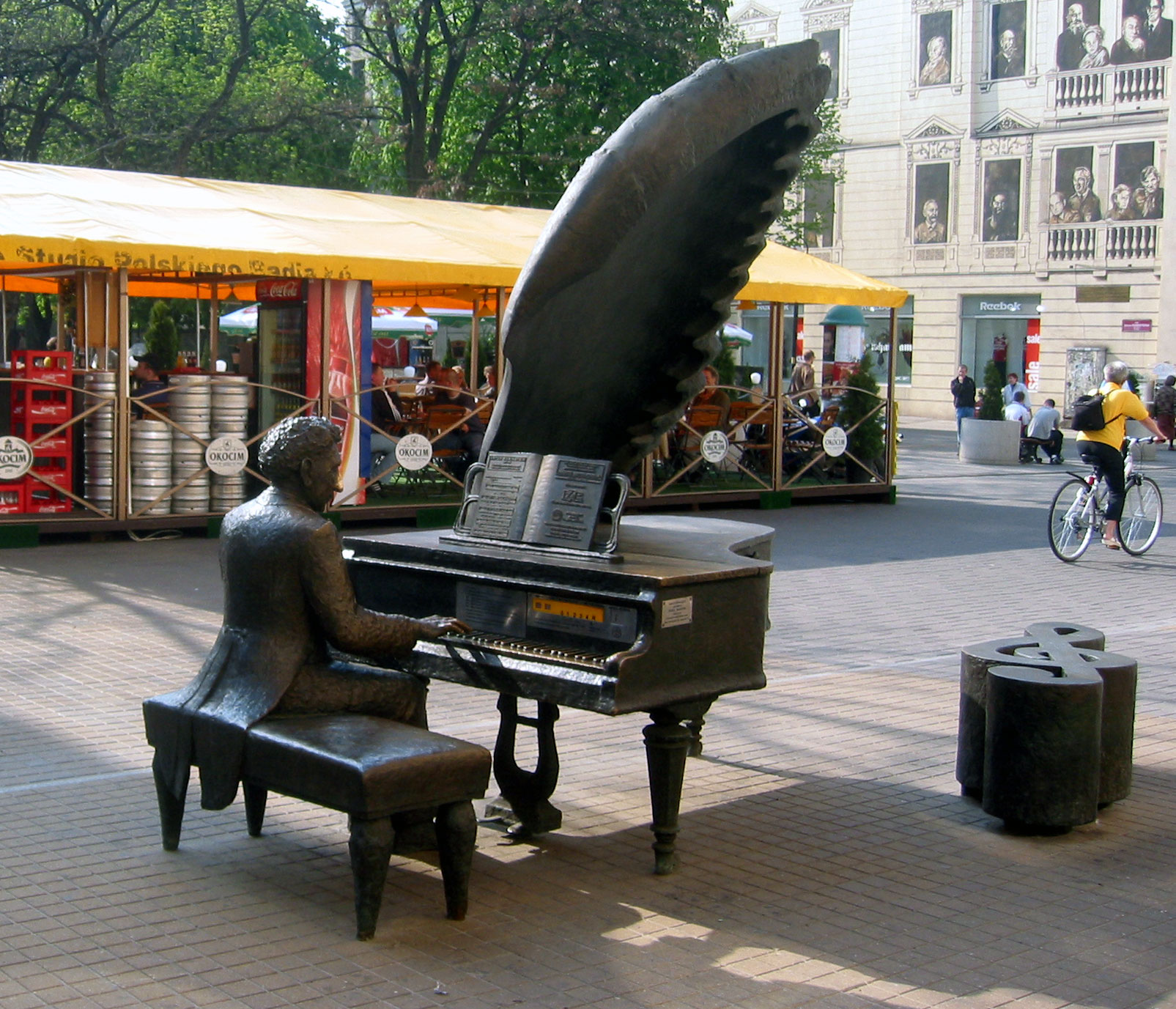
Aguns exemplos de notáveis virtuosos foram Chopin, Paganini, Liszt, Boccherini, Rachmaninoff, e outros.

O piano é frequentemente usado para fornecer acompanhamento harmônico para um vocal ou outros instrumentos musicais. No entanto, estes podem tomar a forma de uma seção em que o piano é ouvido de forma mais proeminente que outros instrumentos, ou em que o piano pode ser tocado completamente desacompanhado.
Solos para piano podem ser encontrados em vários estilos musicais, onde podemos destacar o estilo clássico.
No caso de peças solo para piano, o pianista fica à vontade para dar sua interpretação a obra. Dentre os vários compositores que compuseram para piano solo, podemos destacar: Chopin (Noturnos, Scherzos, Baladas, Prelúdios, Valsas, Estudos), Liszt e as sonatas de Beethoven, obras essas que possuem uma alta densidade emocional aliada a uma extrema virtuosidade técnica. Schubert, Schumann, Grieg, Mendelssohn, Brahms e outros românticos, também compuseram várias obras solo para esse instrumento.

### Solistas
Solista (também chamado de virtuose) é aquele que se dedica a um instrumento de tal forma que sua habilidade técnica e interpretativa lhe permite fazer solos de elevado nível, ou seja, solar concertos escritos para seu instrumento ou tocar sem nenhum acompanhamento. Nem todos os instrumentos possuem peças solo sem nenhum acompanhamento. Neste aspecto o piano tem  vantagem sobre os demais, pois seu repertório de concertos e peças solo é imenso.
Dentre vários renomados solistas podemos destacar: Sergei Rachmaninov, Arthur Rubinstein, Serguei Prokofiev (que também compuseram para o instrumento) e Vladimir Horowitz.